# Gölpınarlar, Boğazkale
Gölpınarlar là một xã thuộc huyện Boğazkale, tỉnh Çorum, Thổ Nhĩ Kỳ. Dân số thời điểm năm 2010 là 14 người.